# Шурави

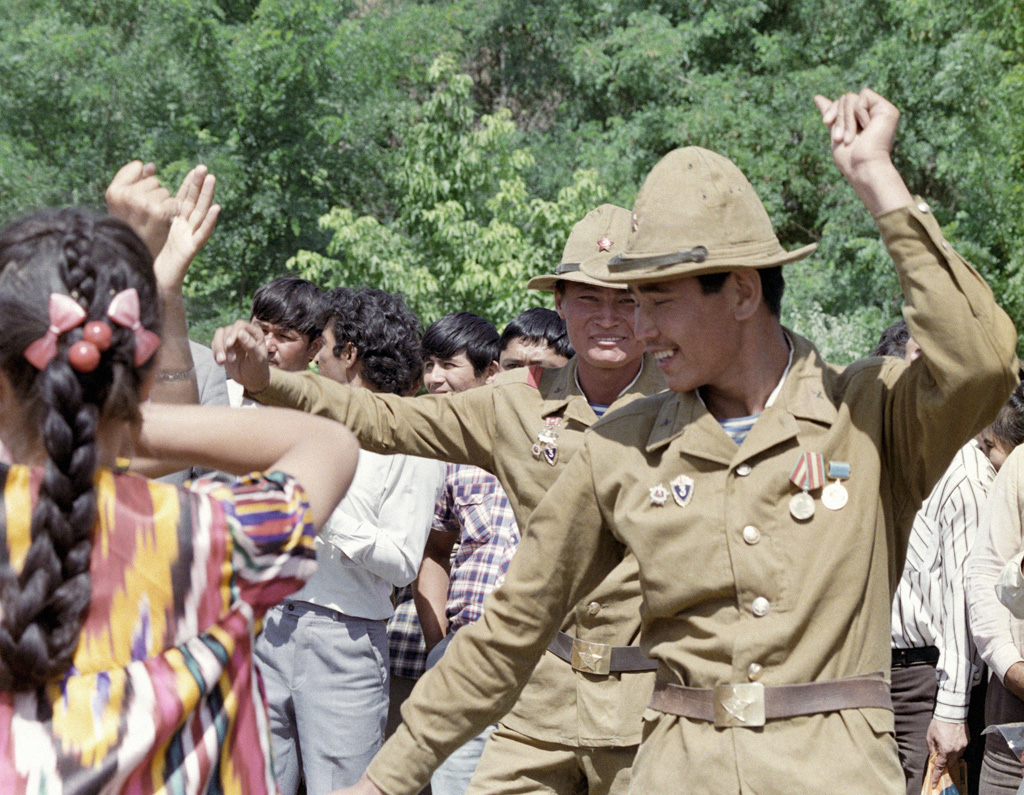
Узбекские шурави, вернувшиеся из Афганистана

Шурави́ (перс. شوروی‎ [šouravī] «советский», от араб. شورى‎ [шура] «совет») — историческое название уроженцев СССР в Афганистане. 

## История
Произошло от афганского названия советских гражданских и военных специалистов, в большом количестве работавших в Афганистане с 1956 года. 
Связь понятия шурави с советской властью обозначилась еще в 1920, когда появилась Бухарская народная советская республика (тадж. Ҷумҳурии Халқии Шӯравии Бухоро) 
Изначально, с интенсификацией советско-афганского сотрудничества во второй половине 1950-х гг., слово употреблялось с нейтральной коннотацией, не несло в себе какого-либо оскорбительного подтекста. Более того, оно употреблялось даже на официальном уровне, для подчёркивания важности сотрудничества Афганистана с Советским Союзом: в частности, общеупотребительное приветствие «Шурави — хуб асти» и другие приветствия, адресованные советским гостям. 
Негативную коннотацию слово приобрело на рубеже 1970-х и 1980-х гг. после начала ввода советских войск в Афганистан в ходе многолетнего внутреннего политического кризиса, перешедшего в состояние гражданской войны.
Слово получило распространение сначала среди афганцев, впоследствии - и среди ветеранов афганской войны как автоэтноним («Мы — шурави»).

## В культуре
О шурави — советских солдатах, воевавших в Афганистане, — сняты фильмы, написаны песни, книги,
патриотические клубы создают музеи.
- Юрий Шкитун, группа «Каскад» — «Виват, шурави!»
- Александр Розенбаум — «Караван» (Караван… Убивать шурави им велит Коран).
- Артур Саянов — «Военный пилот (Вертолётчик)» (Только здесь я зовусь федерал, за рекой звался я шурави…).
- «Шурави» — советский фильм 1988 года, режиссёр Сергей Нилов[5].
- Группа «Голубые береты» — альбом «Вот и кончилась война», песня «Синяя река» (Ну что, шурави, вот и к нам ты попал!)
- Документальный подкаст Сергея Простакова «Шурави»[6] и телеграм-канал «Шурави 79»[7].

## В топонимике
- В селе Чемодановка Бессоновского района Пензенской области существует улица Шурави. Такое название появилось по инициативе пензенских ветеранов боевых действий в Афганистане.